# Bibliothèques de Montréal
Bibliothèques Montréal, nommé jusqu'en 2010  le « Réseau des bibliothèques publiques de Montréal », est un ensemble de 46 bibliothèques publiques réparties dans les 19 arrondissements de la ville de Montréal. Le réseau est partenaire de Bibliothèque et Archives nationales du Québec (BAnQ) dont la Grande Bibliothèque fait partie. Cette dernière agit à titre de bibliothèque centrale à Montréal.
Pour l’année 2023, on comptait 6,5 millions d’entrées physiques dans les bibliothèques de Montréal, pour un total de 10,3 millions de prêts, physiques et numériques.

## Description

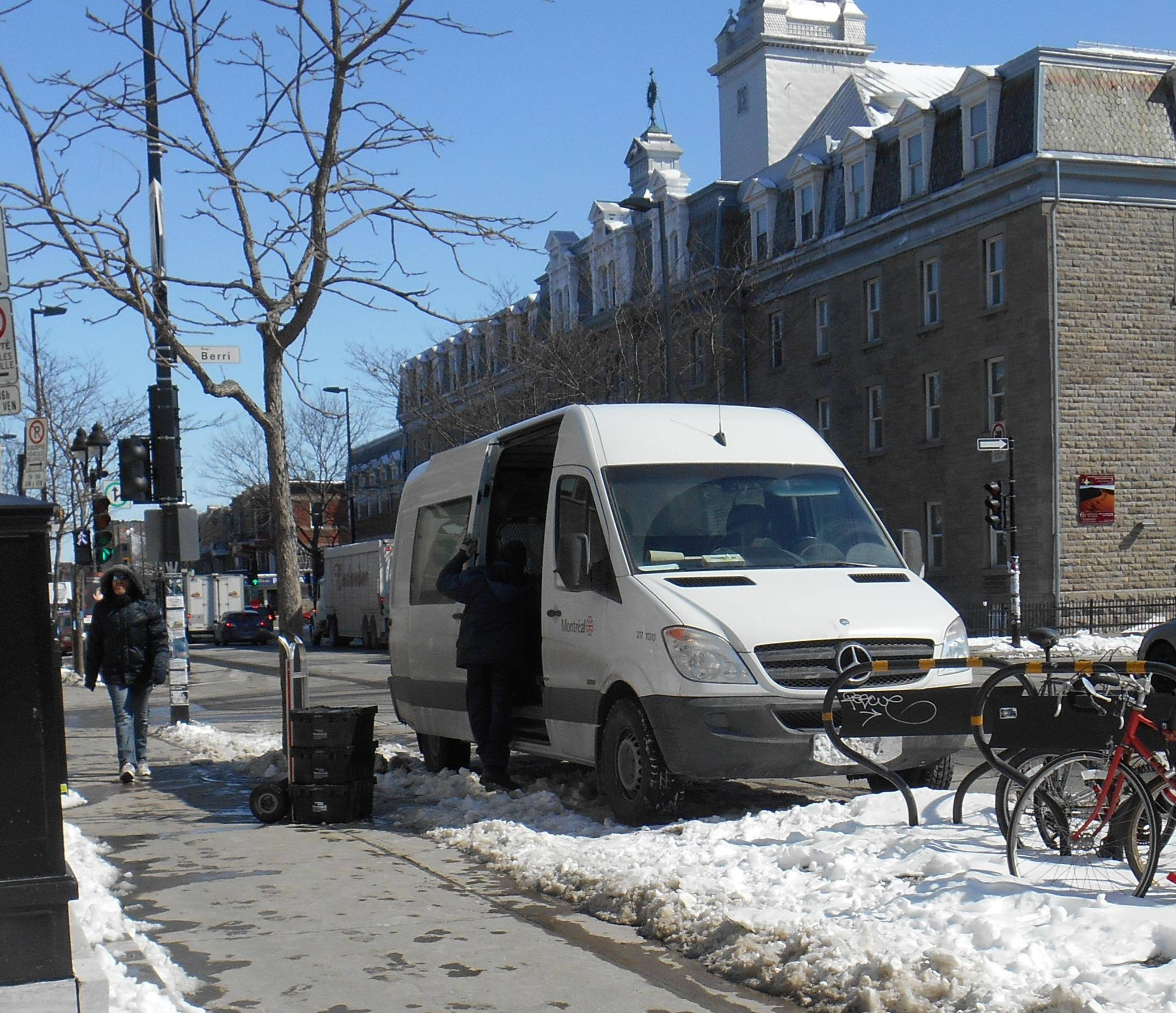
Voiture qui fait la navette entre les bibliothèques de Montréal

Les bibliothèques sont gérées par la Ville de Montréal. Contrairement à la majorité des autres villes canadiennes, elles sont sous la responsabilité de la municipalité et non d’un OBNL. Les décisions concernant l'orientation et la mission des bibliothèques sont prises par une direction centrale, mais la gestion concernant les décisions opérationnelles se fait à la direction de chaque arrondissement.
Les bibliothèques publiques de Montréal sont accessibles à tous et l'abonnement est gratuit pour les résidents. Pour obtenir une carte d’abonnement, il suffit de se présenter avec une preuve d’identité et une preuve de résidence. Outre le prêt de documents, les bibliothèques offrent de nombreux services et activités comme des conférences, des formations, l’heure du conte et l’initiation au numérique. Les collections sont composées d'une grande diversité de documents (livres en gros caractères, périodiques, livres audio, films, disques, jeux de société, jeux vidéo, objets, ressources en ligne). Les bibliothèques donnent accès à des postes informatiques et à Internet et sont dotées de bornes de prêt et de retour automatisés. Quelques bibliothèques prêtent des tablettes et des portables.
Le prêt est d’une durée de 21 jours (plus court pour les films, les disques, les jeux et les objets), renouvelable si le document n’est pas réservé. Il est possible d’obtenir des prêts prolongés durant les vacances, de renouveler un document, le réserver ou le mettre de côté. Grâce au prêt entre bibliothèques, les usagers peuvent emprunter un document dans une bibliothèque et le remettre dans une autre.
Certaines bibliothèques sont situées dans des édifices historiques rénovés, comme d'anciennes casernes (bibliothèque de La Petite-Patrie, bibliothèque Saint-Charles) ou église (bibliothèque Mordecai-Richler), ce qui permet de préserver le patrimoine architectural de la ville. D'autres sont des constructions récentes conçues pour cet usage spécifique. Douze d'entre elles hébergent aussi une maison de la culture.
Les documents de l'ensemble des bibliothèques du réseau sont répertoriés dans le Catalogue Nelligan, accessible sur Internet.
Depuis 2005, le réseau des bibliothèques remet annuellement le Prix du livre jeunesse, qui célèbre « la créativité, la richesse et la diversité en littérature jeunesse » et souligne la qualité éditoriale des ouvrages.

## Mission
Les bibliothèques de Montréal ont pour mission de démocratiser l'accès à la lecture, l'information, la connaissance, la culture, le savoir.
Cette mission est structurée autour de quatre axes stratégiques que l’on retrouve dans le plan stratégique 2016-2019 des Bibliothèques de Montréal.
1. « Renouveler l’expérience de la bibliothèque auprès des citoyens »[10]
2. « Améliorer notre environnement technologique »[10]
3. « Contribuer au développement d’une communauté inclusive et engagée »[10]
4. « Viser la qualité, la performance et l’innovation dans nos pratiques »[10]

Depuis le début des années 2000, les Montréalais ont vu naître la première génération de bibliothèques publiques issues du Programme d’agrandissement, de rénovation et de construction de la Ville de Montréal, le RAC. Ce programme, élaboré avec le ministère de la Culture et des Communications du Québec dans le cadre de l’Entente sur le développement culturel, vise à agrandir et moderniser les bibliothèques publiques. La construction de nouvelles bibliothèques et la rénovation de bibliothèques existantes ont été entreprises dans le cadre de ce programme, qui mise sur la qualité architecturale, l’accessibilité universelle, l’intégration de l’art public et le libre-service. Le RAC a permis la réalisation ou la modernisation de cinq bibliothèques à Montréal, soit Le Boisé, Marc-Favreau, Saul-Bellow, Benny et Pierrefonds. Ces bibliothèques s'inscrivent dans le mouvement de modernisation des bibliothèques publiques, inspirées de l’approche troisième lieu, qui se définit comme un endroit public accessible et neutre qui a fonction de « catalyseur de liens sociaux ».

## Services

### Biblio-courrier
S’adressant principalement aux personnes à mobilité réduite et aux usagers de 65 ans et plus, Biblio-courrier est un service de prêts à domicile permettant d’emprunter des livres, des livres-audio, des périodiques, des disques, des films et des jeux vidéo sans avoir à se déplacer.
Afin d’améliorer l’accessibilité aux ressources offertes par les bibliothèques de la ville de Montréal, depuis 2018, il est aussi possible d’emprunter des casse-têtes et des loupes par la poste.
30 bibliothèques, situées dans 11 arrondissements différents, participent au service Biblio-courrier, et l’organisme Altergo collabore directement avec le réseau des bibliothèques pour offrir automatiquement le service à ses membres.

### Équipement de plein air
Certaines bibliothèques du réseau font le prêt d’équipement de plein air. Les usagers ont à leur disposition des luges pour enfants, des raquettes pour adultes et enfants, des rallonges pour raquettes et des bâtons de marches pour les adultes. Le prêt est d’une durée d’une semaine.

### Instruments de musique
Depuis 2016, le prêt d’instruments de musique est accessible aux abonnés de 14 ans et plus grâce à l'initiative des bibliothèques de rejoindre le programme de prêt d’instruments de musique de la Financière Sun Life. Ce projet, proposé dans trois grandes villes canadiennes, soit Vancouver, Toronto et Montréal, vise à démocratiser l’accès aux activités culturellesen tout genre.
L'initiative a été lancée en octobre 2016 à la bibliothèque Georges-Vanier, (aujourd’hui Réjean-Ducharme), l’une des huit bibliothèques participant au programme à ses débuts. En présence du maire de l’époque, Denis Coderre, et du groupe québécois Simple Plan, qui a appuyé l’initiative dès son annonce en faisant don de deux de ses guitares, le programme a été présenté devant bibliothécaires, partenaires et médias, en même temps qu’une campagne de dons d’instruments destinée à enrichir la collection. Durant deux mois, les citoyens pouvaient laisser dans certaines bibliothèques les instruments en bon état dont ils voulaient se départir.
Moins de trois semaines après le lancement du programme, 97 % des instruments avaient été prêtés et 181 réservations, effectuées. Les médias ont fait état de ce succès, promouvant la campagne de dons par la même occasion.
En mai 2019, la collection comptait 339 instruments, répartis dans les 19 bibliothèques participantes, notamment violons, guitares, percussions et claviers. Chaque instrument est prêté avec un étui et les accessoires nécessaires.
Des formats plus petits de guitares et de violons ont été acquis pour permettre aux enfants de profiter du programme, populaire auprès des familles.
Certaines bibliothèques participantes ont aussi pu acquérir des instruments avec des budgets spéciaux, comme La-Petite-Patrie, qui s'est doté d'une mandoline et d'une balalaïka. Un « commis ambulant », musicien et professeur de musique, est chargé d’entretenir, d’inspecter et d’accorder les différents instruments de la collection.
Parallèlement, plusieurs bibliothèques tiennent une intéressante collection de partitions musicales.

### Jeux de société
10 bibliothèques du réseau offrent le prêt de jeux de société. Plusieurs autres bibliothèques ont des jeux disponibles pour consultation sur place. Certains jeux de société sont offerts en gros caractères et en braille.  
Dans l’optique d’encourager la participation à diverses activités ludiques, tout en attirant l’attention sur les différentes collections disponibles à travers le réseau, les bibliothèques de Montréal accueillent le Festival Montréal Joue chaque année depuis 2013, durant la semaine de relâche.

### Vélos-pupitres
En 2018, des vélos-pupitres ont été installés dans certaines bibliothèques de la ville. Ce mobilier particulier avait à la base pour objectif d’aider à la concentration en canalisant l’énergie des enfants vivant avec un TDAH, mais il a été adopté par des usagers de tous les profils.

### Livres dans la rue
Livres dans la rue est un projet mis sur pied en 1982 par Hélène Charbonneau. Il permet d'amener les livres et les animateurs hors des murs des bibliothèques de Montréal, notamment dans les parcs, les ruelles, les centres communautaires, les HLM ou les maisons de la famille, pour rejoindre les enfants de 4 à 12 ans de milieu défavorisé ou qui sont moins en contact avec la lecture et le français. En 2018, les statistiques permettent de recenser qu’environ 325 000 enfants ont eu accès à ce service.
Ce programme d’animation vise à éveiller les enfants à la culture et au savoir, tout en faisant la promotion du livre francophone et des bibliothèques publiques auxquelles on les incite à s’abonner.

### Les amis de la Bibliothèque de Montréal
Les amis de la bibliothèque de Montréal est une fondation sans but lucratif qui organise le Solde annuel de livres. C’est un événement dans lequel les livres élagués sont vendus à petits prix. Les profits servent à promouvoir les activités d’animation.

### Jeux vidéo
Des jeux vidéo et des consoles sont accessibles à la bibliothèque de la Maison culturelle et communautaire à Montréal-Nord. Des soirées les vendredis et les samedis sont organisées afin que les jeunes de ce quartier puissent avoir des activités.

### Collection « Coup de poing »
La collection « Coup de poing », lancée en 2007, est une sélection d’œuvres littéraires à l'iconographie ou au contenu percutants destinées aux jeunes, qui vise à susciter la réflexion et le dialogue sur des questions éthiques et sociales importantes, parmi lesquelles le deuil, la guerre, l’intersexualité, les inégalités sociales, l’amour et la famille. Les œuvres sont identifiées d’un logo et on y a inséré des fiches d’animation pour faciliter leur utilisation en tant qu'outils pédagogiques.

### Une naissance, un livre
Les bibliothèques de Montréal font partie du programme « Une naissance, un livre », lancé dans les bibliothèques du Québec à la fin des années 1990. Pour initier l’enfant à la lecture, les bibliothèques offrent une trousse aux parents lorsqu’ils viennent abonner leur enfant de moins d’un an à la bibliothèque de leur quartier pour la première fois. Revampée en 2019 à l'occasion de l'anniversaire du programme, la trousse comprend notamment les guides Chanter avec votre enfant, Lire avec votre enfant, un numéro spécial de la revue Naître et Grandir et un livre québécois exclusif. Ce programme, en plus de favoriser le développement cognitif et linguistique des tout-petits, encourage l'utilisation des bibliothèques comme ressource éducative et communautaire.

### Fab labs
Les fab labs, aussi appelés laboratoires créatifs ou fabricathèques, sont des espaces de fabrication et de création numérique axés sur les nouvelles technologies où les usagers peuvent utiliser de l’équipement et des ressources pour réaliser des projets. En quelques années, la présence de ces laboratoires est devenue un marqueur de l’innovation en bibliothèque, au Québec comme ailleurs; les projets à venir intègrent régulièrement ce type d’espace dans leur programmation.
Imprimante 3D à filaments, imprimante à résine, machines à coudre et à broder numériques, surjeteuse, Raspberry Pi, Arduinos, Lego Mindstorms, caméras, appareils photo, ordinateurs et logiciels sont des exemples de matériel que les usagers peuvent utiliser dans les laboratoires créatifs des bibliothèques de Montréal.  Le personnel y offre en général une formation ou un accompagnement pour utiliser le matériel.

### Autres services
Certaines bibliothèques proposent des billets que les usagers peuvent emprunter pour aller au musée, des ruches d’art pour la création artistique et une grainothèque pour les semences,.

## Histoire

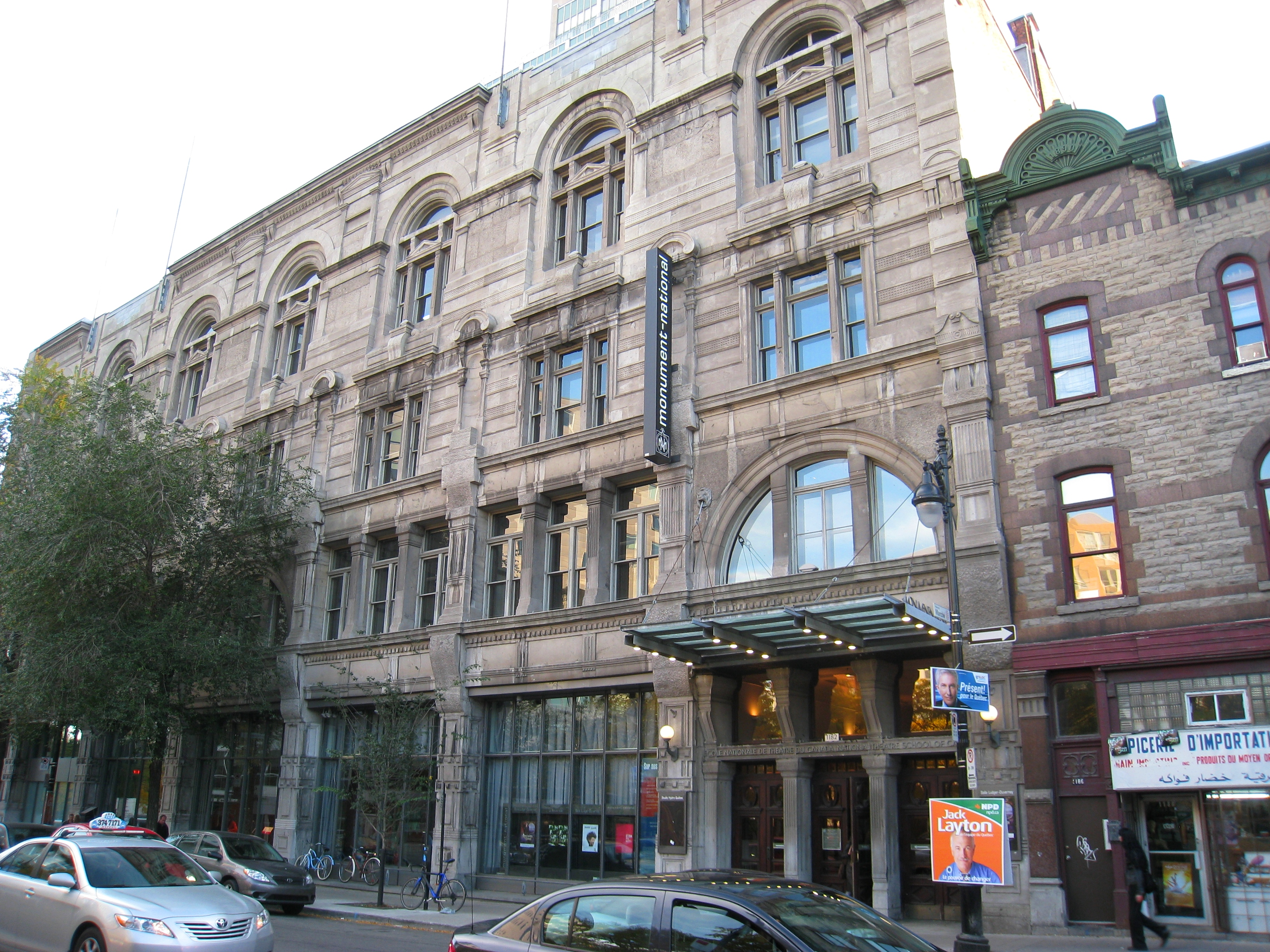
Monument-National

La fondation de la bibliothèque municipale de Montréal a été l'objet d'importantes polémiques opposant le clergé et les partisans d'une approche libérale. Par décision de la municipalité de Montréal du 3 novembre 1902, il est décidé de créer une « bibliothèque publique et gratuite ». À l'automne 1903, une bibliothèque technique ouvre ses portes au Monument national. Lors de la séance du Conseil municipal du 24 avril 1907, un mandat élargi fut confié à la bibliothèque technique au Monument National afin d'en faire une véritable bibliothèque publique pour la municipalité de Montréal. La bibliothèque est momentanément déménagée au sein de l'École technique de Montréal de 1911 à 1917.
Jugeant les espaces de la bibliothèque technique inadéquats, la Ville décide de construire un bâtiment pour loger la bibliothèque. L'architecte Eugène Payette, concepteur de la bibliothèque Saint-Sulpice sera mandaté. La construction débute en 1914. Le 13 mai 1917, la Ville prend possession de l'édifice, suivi par l'inauguration officielle qui se déroule le 17 mai 1917 en présence du maréchal français Joseph Joffre. Le 4 septembre 1917, la première bibliothèque centrale de Montréal ouvre ses portes à la population.
La première bibliothèque pour enfants francophone est inaugurée à Hochelaga en 1937. À la ville de Montréal, Hélène Charbonneau est la première bibliothécaire dans la section pour les jeunes. Elle s’inspire du modèle américain qui invite à la lecture par le plaisir et les animations en s’éloignant de l’obligation de la lecture créer par l’école. Elle se distancie du modèle classique des bibliothèques dans le silence. Elle laisse les enfants parler et s’approprier le lieu qu’est la bibliothèque.
Le 18 novembre 1941, une bibliothèque pour enfants est ouverte au sous-sol de la Bibliothèque centrale et quelques années plus tard, une cinémathèque s'y installe également.
Cependant, il faut tenir compte du fait que, même si la fondation des premières bibliothèques publiques au Québec date de plus d’un siècle, l’histoire de la bibliothèque publique moderne commence par l’adoption de la loi sur les bibliothèques publiques en décembre 1959.
En 1979, il n’y a plus de bibliothèque pour adultes et de bibliothèques pour enfants. Les deux sont désormais associé dans une succursale avec une seule bibliothécaire.
Lors de la période 1980-1990, le gouvernement provincial, tous partis confondus, baisse les budgets des bibliothèques. En 1987, les services des bibliothèques sont assujettis aux décisions municipales pour leurs budgets.
Au début des années 2000, une analyse sur le réseau sera effectuée. Le constat de l’analyse, c’est qu’il y a un rattrapage à faire pour que la ville rejoigne le niveau des bibliothèques publiques des autres grandes villes du Canada. Il s’agit du Diagnostic des bibliothèques. Un plan stratégique de rattrapage et de consolidation sera mis sur pied en 2007 pour les 10 prochaines années. En 2008, un programme pour la rénovation, l’agrandissement et la construction est mis sur pied. Il se nomme le Programme RAC.
En 2014, un chapitre de l’histoire des bibliothèques de Montréal se termine. Le bibliobus, qui sillonnait les rues de Montréal depuis 1966, cesse ses activités. Cette bibliothèque mobile aura desservi plusieurs quartiers éloignés des bibliothèques publiques pour ainsi donner accès aux jeunes aux livres. Lors de sa dernière année de service, le bibliobus avait prêté quelque 36 000 documents. Certaines bibliothèques offrent aujourd'hui un service semblable, par exemple Roulivre, dans le quartier Saint-Michel, qui amène la lecture aux enfants qui habitent loin de la bibliothèque, ou encore la Bibliomobile dans Ahuntsic.
En août 2021, la bibliothèque Georges-Vanier, dans l’arrondissement du Sud-Ouest, change de nom pour devenir la bibliothèque Réjean-Ducharme. Il s’agit d’un hommage à l’écrivain Réjean Ducharme qui a vécu pendant près de 25 ans dans la Petite-Bourgogne. Ses œuvres incluent entre autres : Ines Pérée et Inat Tendu, L’Avalée des avalés et Le Nez qui voque. L’inauguration officielle a lieu le 16 septembre 2021.
Au cours du même mois, le nom d’une nouvelle bibliothèque est annoncé. Il s’agit de la bibliothèque interarrondissement Cœur-Nomade, un projet entre les arrondissements Ahuntsic-Cartierville et Montréal-Nord. Le nom est en hommage à l’écrivain Dany Laferrière. L’ouverture de la nouvelle bibliothèque est prévue pour 2025. Le 1er novembre 2021, le lauréat du concours d’architecture a été dévoilé. C’est du collectif formé par les firmes Affleck de la Riva architectes, coarchitecture en collaboration avec ARUP, Martin Roy et Associés, François Courville Paysage et Espace Mushagalasa.
En 2021, les bibliothèques Ahuntsic, Côte-des-Neiges, Frontenac et Saint-Henri ont été candidates à l’édition 2021 du prix Architecture de bibliothèques et de centres d’archives du Québec. Créé en 2010 par le Congrès des milieux documentaires du Québec, ce prix remis aux deux ans récompense les meilleures réalisations architecturales de bibliothèques et de centres d’archives situés au Québec. En 2019, la bibliothèque de Pierrefonds avait remporté le prix.  Les bibliothèques Saul-Bellow et Marc-Favreau ont quant à elles reçu des mentions ex-aequo en 2015.
Le 6 octobre 2021, les frais de retard sont abolis sur l’ensemble du réseau des bibliothèques de Montréal. Cette initiative vise à offrir une accessibilité aux bibliothèques et éliminer les barrières économiques que les frais de retard pouvaient représenter à certains groupes de la société. Le réseau des bibliothèques emboîte ainsi le pas à d’autres bibliothèques nord-américaines, notamment la New York Public Library.

## Localisation des bibliothèques
La liste suivante recense l'ensemble des bibliothèques du réseau par arrondissement : 
- Ahuntsic-Cartierville
  - 1. Hélène Charbonneau, 10300, rue Lajeunesse
  - 2. Cartierville, 5900, rue de Salaberry
  - 3. Salaberry (jeunes), 4170, rue de Salaberry
- Anjou
  - 4. Jean-Corbeil, 7500, avenue Goncourt
  - 5. du Haut-Anjou, 7070 rue Jarry Est
- Côte-des-Neiges–Notre-Dame-de-Grâce
  - 6. Benny, 6400, avenue Monkland
  - 7. Bibliothèque interculturelle, 6767, chemin de la Côte-des-Neiges
  - 8. Côte-des-Neiges, 5290, chemin de la Côte-des-Neiges
  - 9. Notre-Dame-de-Grâce, 3755, rue Botrel
- Lachine
  - 10. Saul-Bellow, 3100, rue Saint-Antoine
  - 11. Saint-Pierre, 183, rue des Érables
- LaSalle
  - 12. L'Octogone, 1080, avenue Dollard
- L'Île-Bizard–Sainte-Geneviève
  - 13. L'Île-Bizard, 500, montée de l'Église
- Mercier–Hochelaga-Maisonneuve
  - 14. Hochelaga (jeunes), 1870, rue Davidson
  - 15. Langelier, 6473, rue Sherbrooke Est
  - 16. Maisonneuve, 4120, rue Ontario Est
  - 17. Mercier, 8105, rue Hochelaga
- Montréal-Nord
  - 18. Henri-Bourassa, 5499, boulevard Henri-Bourassa Est
  - 19. Yves-Ryan, 4740, rue de Charleroi
  - 20. Belleville, 10400, avenue de Belleville
  - 21. Bibliothèque de la Maison culturelle et communautaire, 12002, boulevard Rolland
- Outremont
  - 22. Bibliothèque Robert-Bourassa, 41, avenue Saint-Just
- Pierrefonds-Roxboro
  - 23. Pierrefonds, 13555, boulevard Pierrefonds
  - 24. William-G.-Boll, 110, rue Cartier
- Le Plateau-Mont-Royal
  - 25. Mordecai-Richler, 5434, avenue du Parc
  - 26. Plateau-Mont-Royal, 465, avenue du Mont-Royal Est
- Rivière-des-Prairies–Pointe-aux-Trembles
  - 27. Serge-Bouchard, 14001, rue Notre-Dame Est, Pointe-aux-Trembles
  - 28. Rivière-des-Prairies, 9001, boulevard Perras
- Rosemont–La Petite-Patrie
  - 29. La Petite-Patrie, 6707, avenue De Lorimier
  - 30. Rosemont, 3131, boulevard Rosemont
  - 31. Marc-Favreau, 500, boulevard Rosemont
- Saint-Laurent
  - 32. Vieux-Saint-Laurent, 1380, rue de l'Église
  - 33. Du Boisé, 2727, boulevard Thimens[65]
- Saint-Léonard
  - 34. de Saint-Léonard, 8420, boulevard Lacordaire
- Le Sud-Ouest
  - 35. Réjean-Ducharme[58], 2450, rue Workman
  - 36. Marie-Uguay, 6052, boulevard Monk
  - 37. Saint-Henri, 4707, rue Notre-Dame Ouest
  - 38. Saint-Charles, 1050, rue d'Hibernia
- Verdun
  - 39. Île-des-Sœurs, 260, rue Elgar
  - 40. Jacqueline-De Repentigny[66], 5955, rue Bannantyne
- Ville-Marie
  - 41. Père-Ambroise, 2093, rue de la Visitation
  - 42. Frontenac, 2550, rue Ontario Est
  - Centre Sannaq (à venir). Cette bibliothèque sera située à l'angle du parc Hector-Toe-Blake et du boulevard René-Lévesque Ouest.
- Villeray–Saint-Michel–Parc-Extension
  - 43.Le Prévost, 7355, avenue Christophe-Colomb
  - 44. Parc-Extension, 421, rue Saint-Roch
  - 45. Saint-Michel, 7601, rue François-Perrault
- Interarrondissement (à venir)
  - Cœur-Nomade[67], cette nouvelle bibliothèque sera située à la limite des arrondissements d'Ahuntsic et de Montréal-Nord.

## Galerie

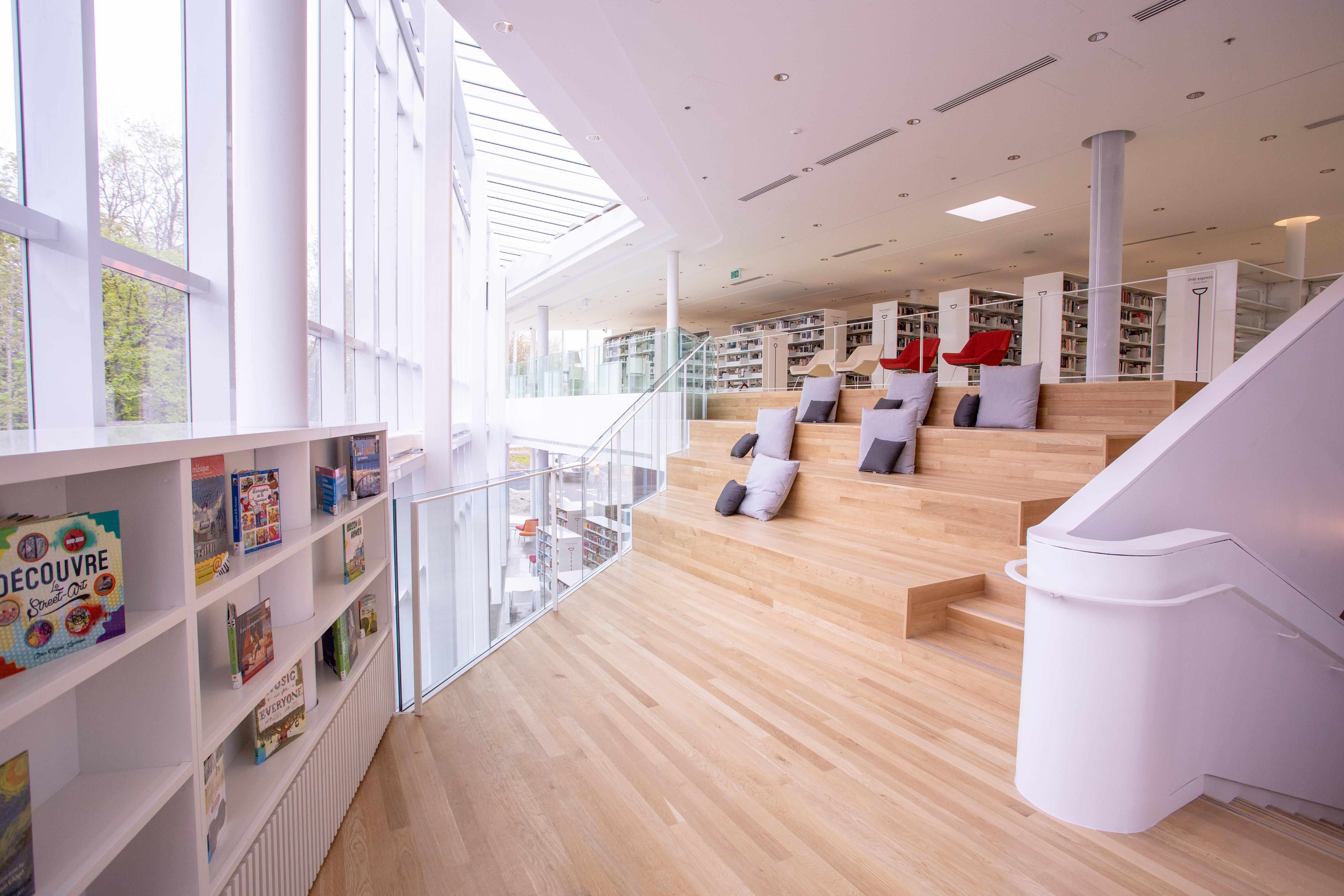
Bibliothèque de Pierrefonds
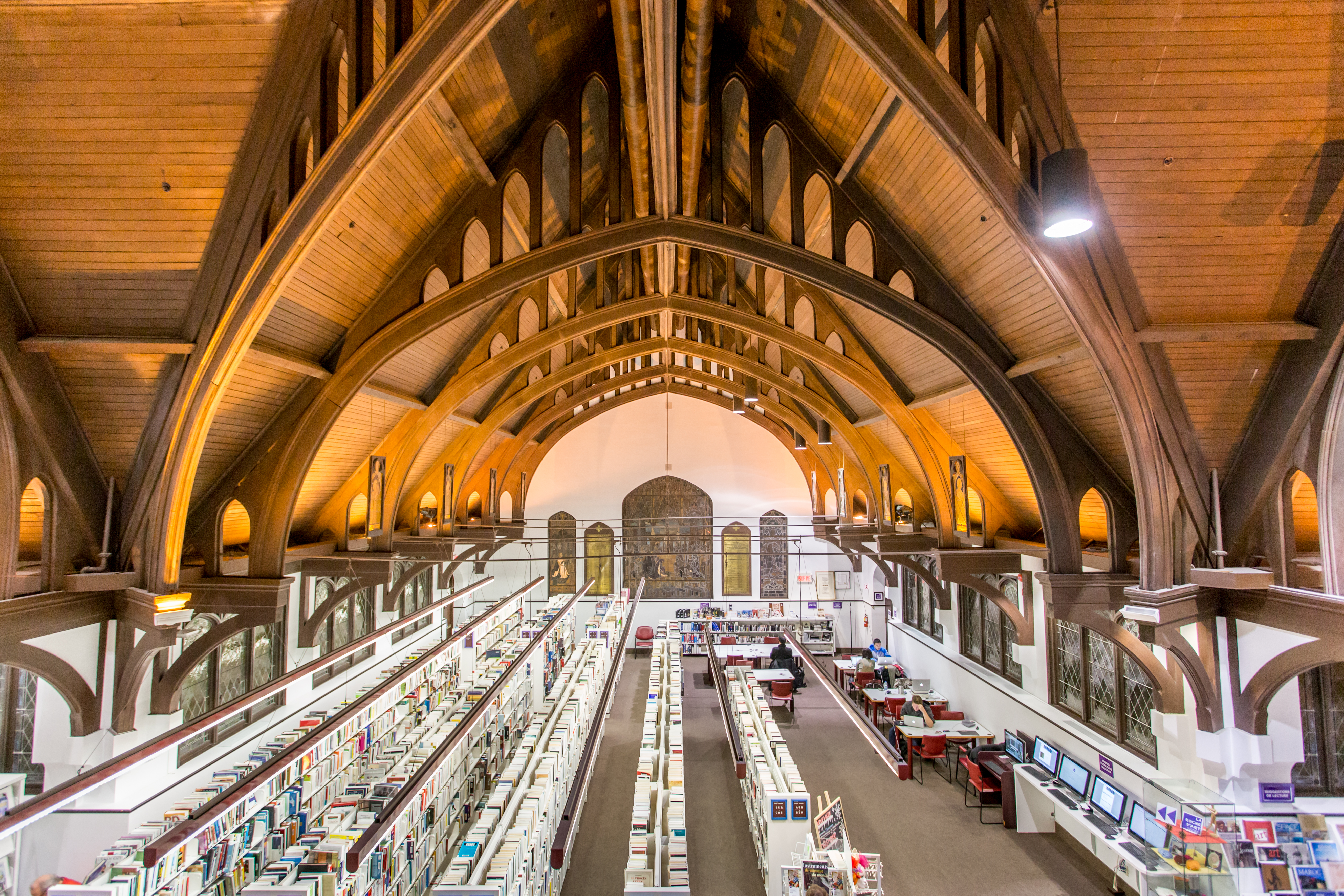
Bibliothèque Mordecai-Richler
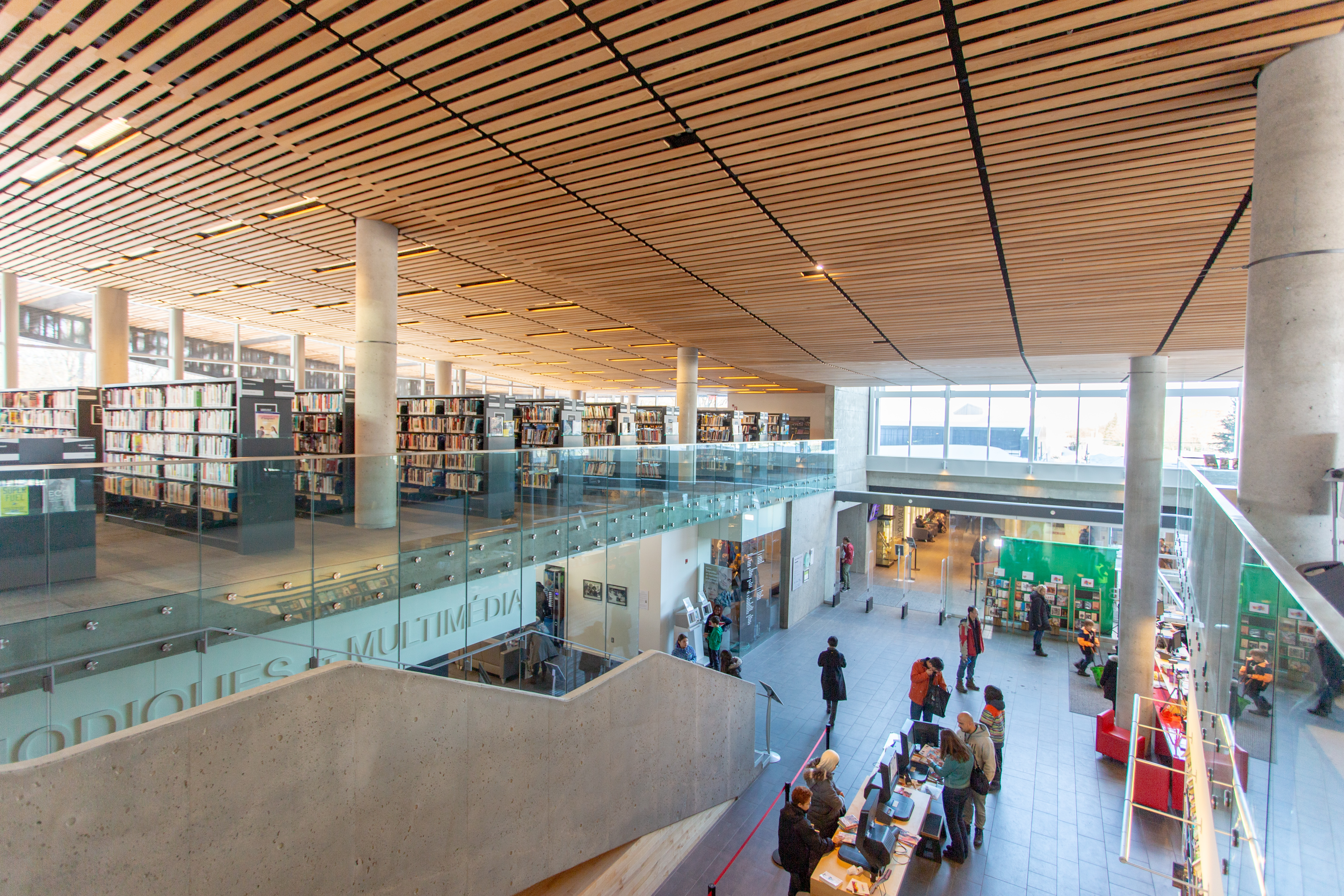
Bibliothèque du Boisé
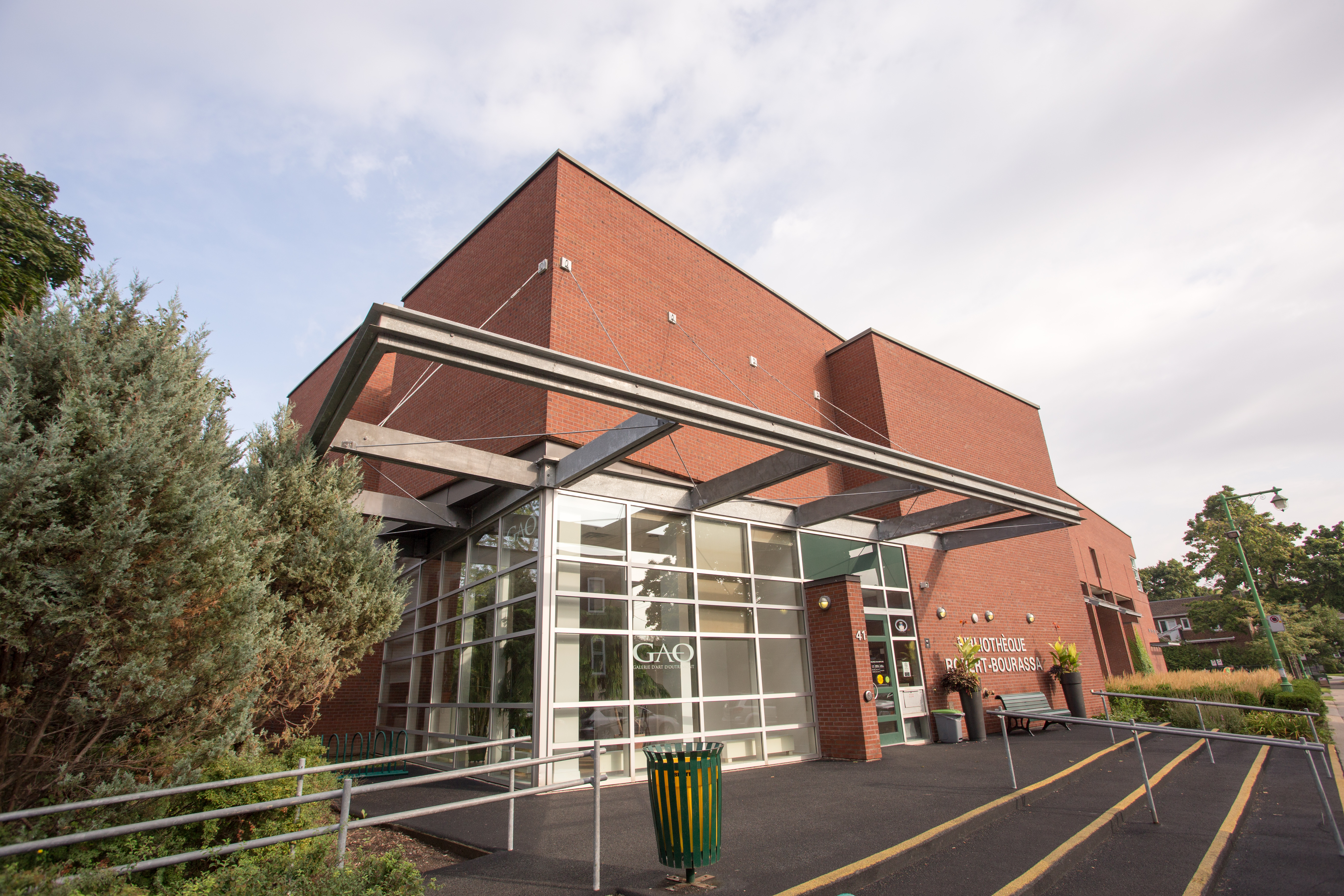
Bibliothèque Robert-Bourassa
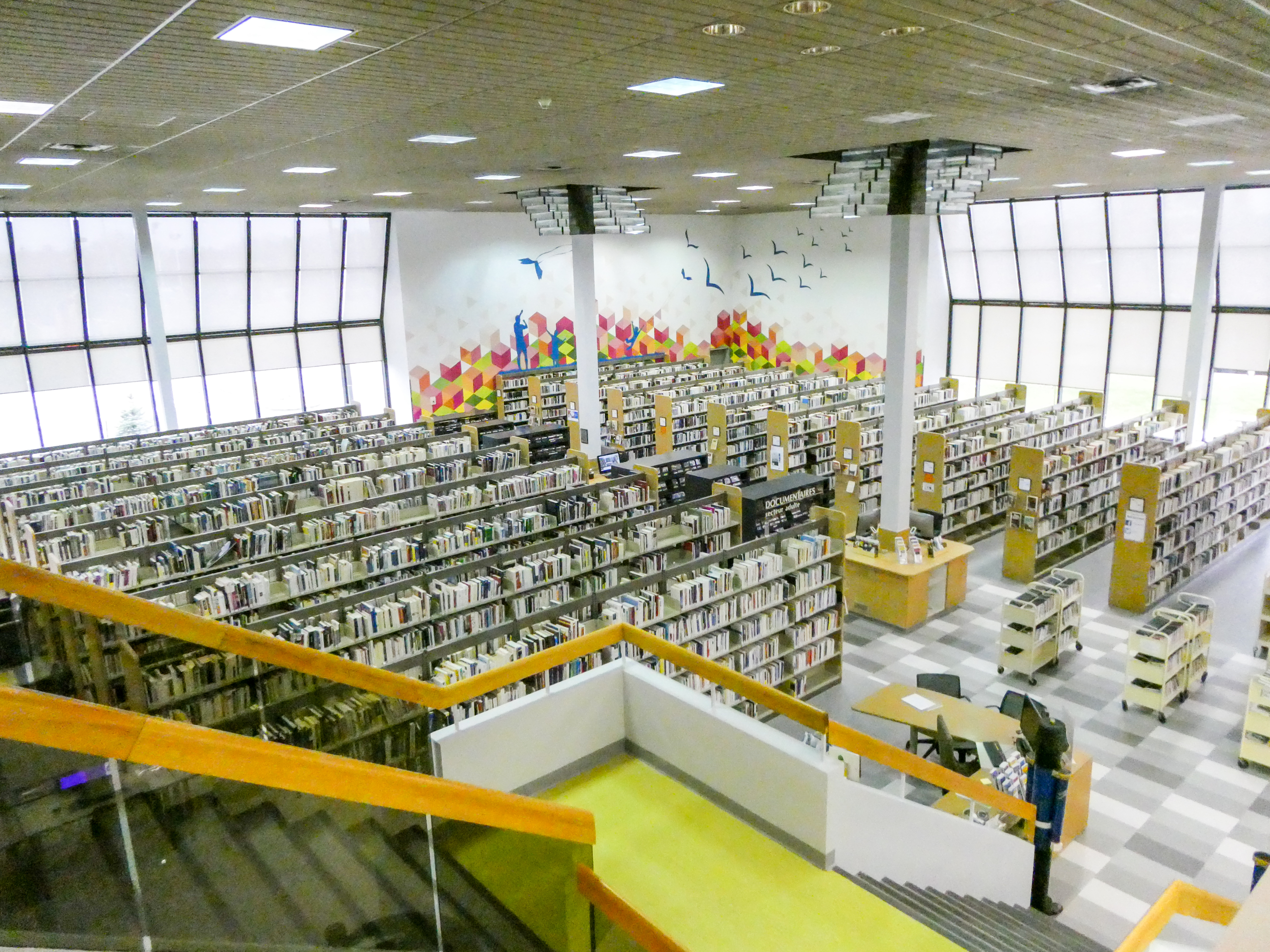
Bibliothèque Jean-Corbeil
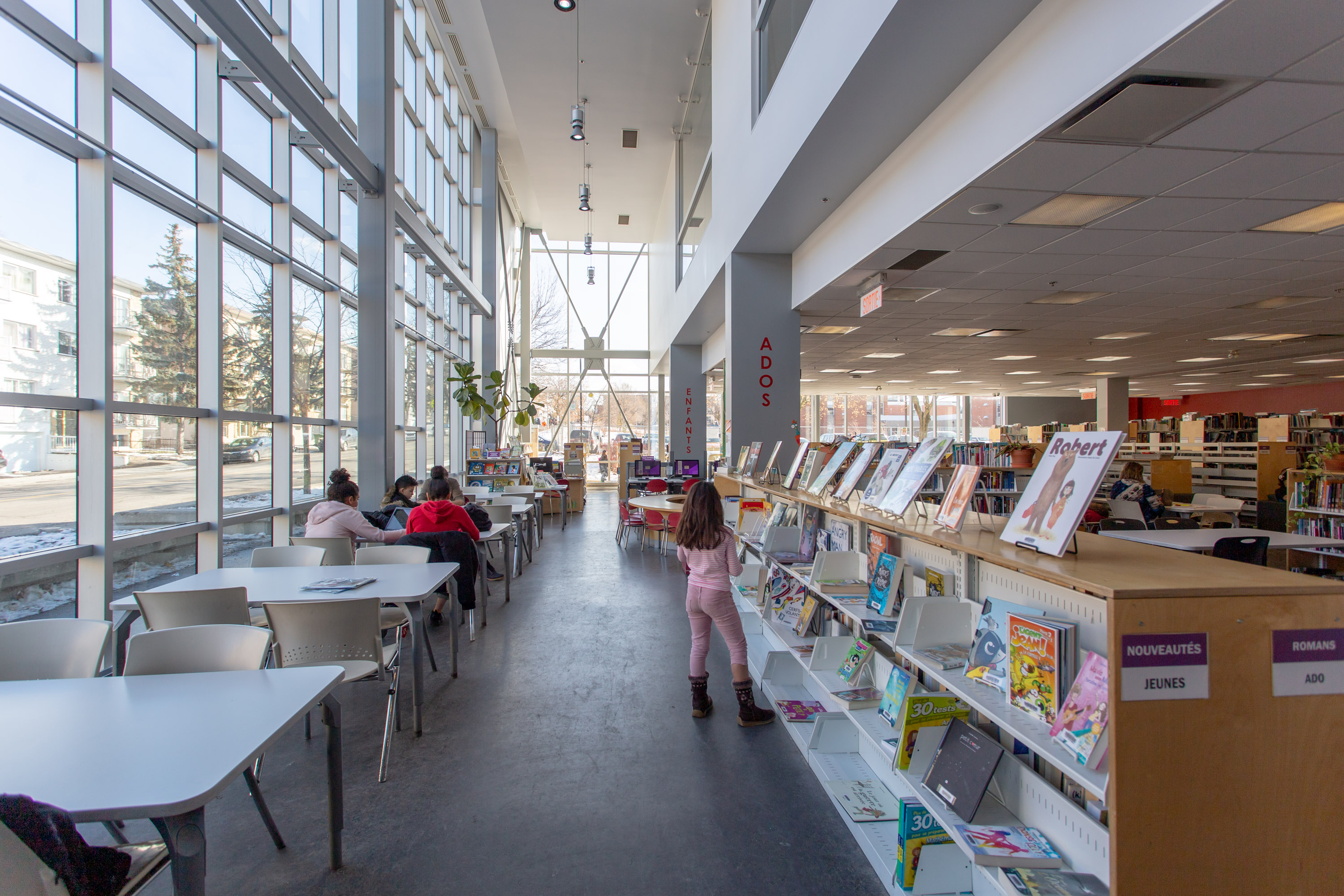
Bibliothèque de la Maison culturelle et communautaire
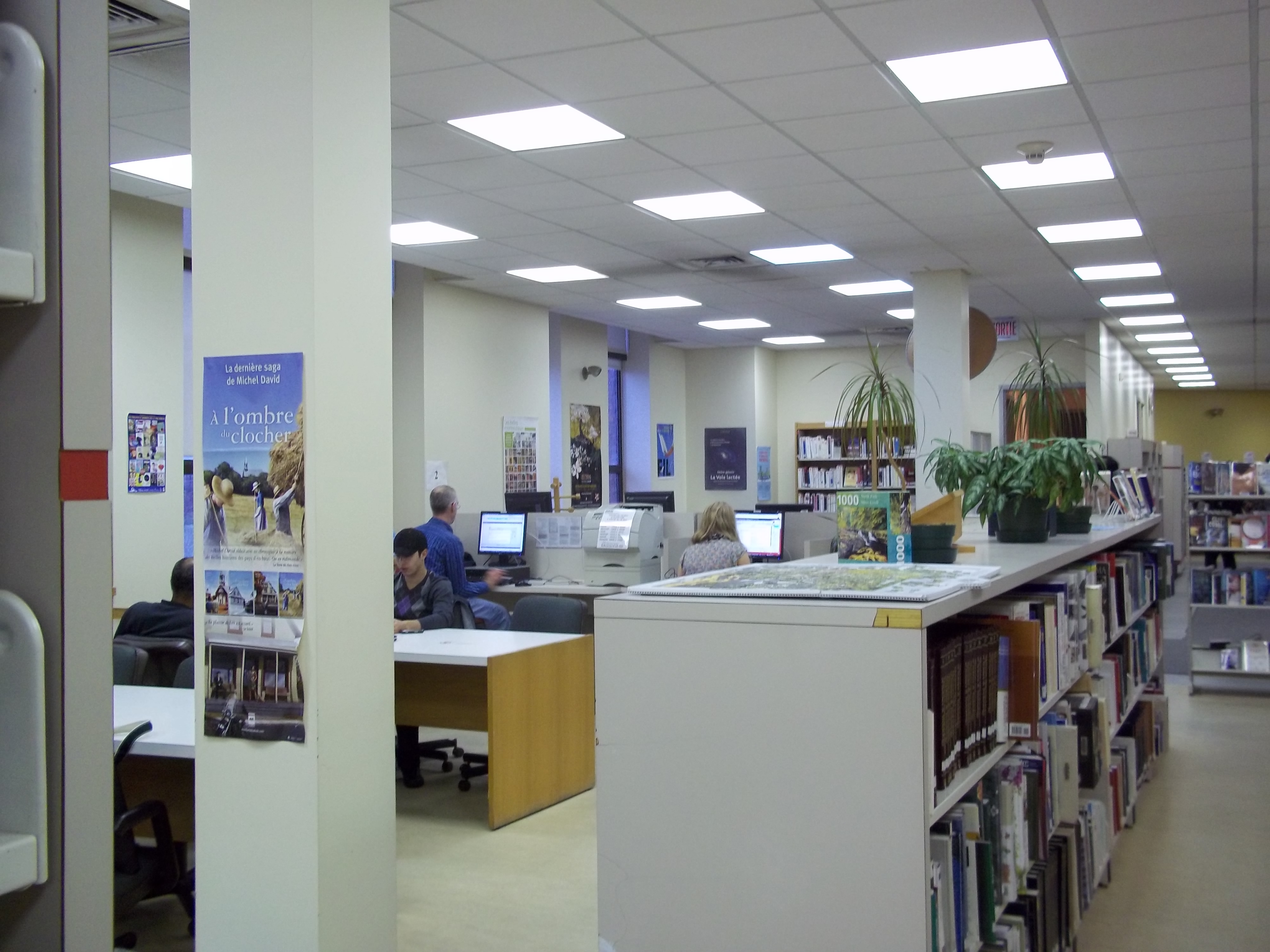
Bibliothèque Notre-Dame-de-Grâce
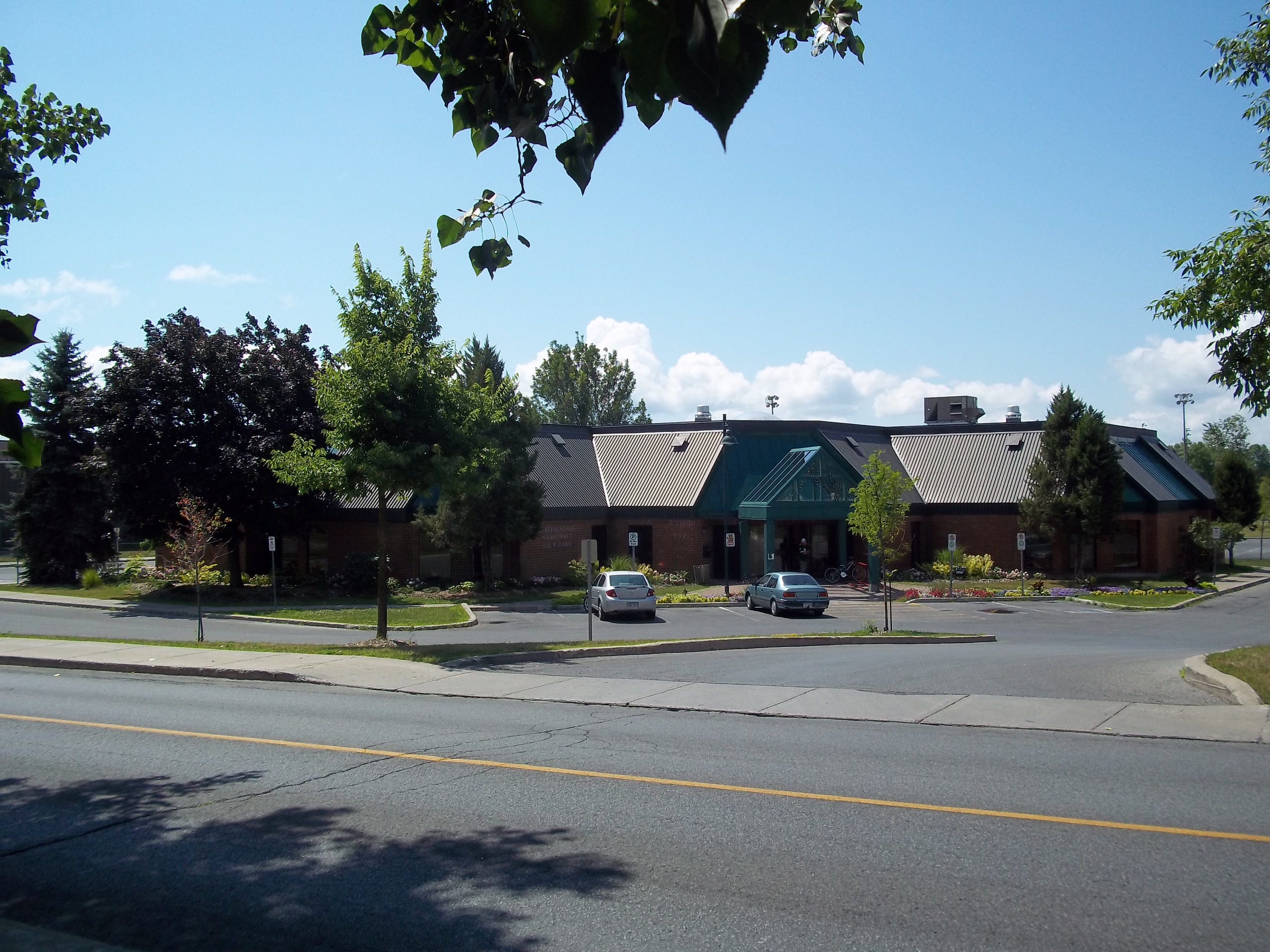
Bibliothèque de l'Île-Bizard
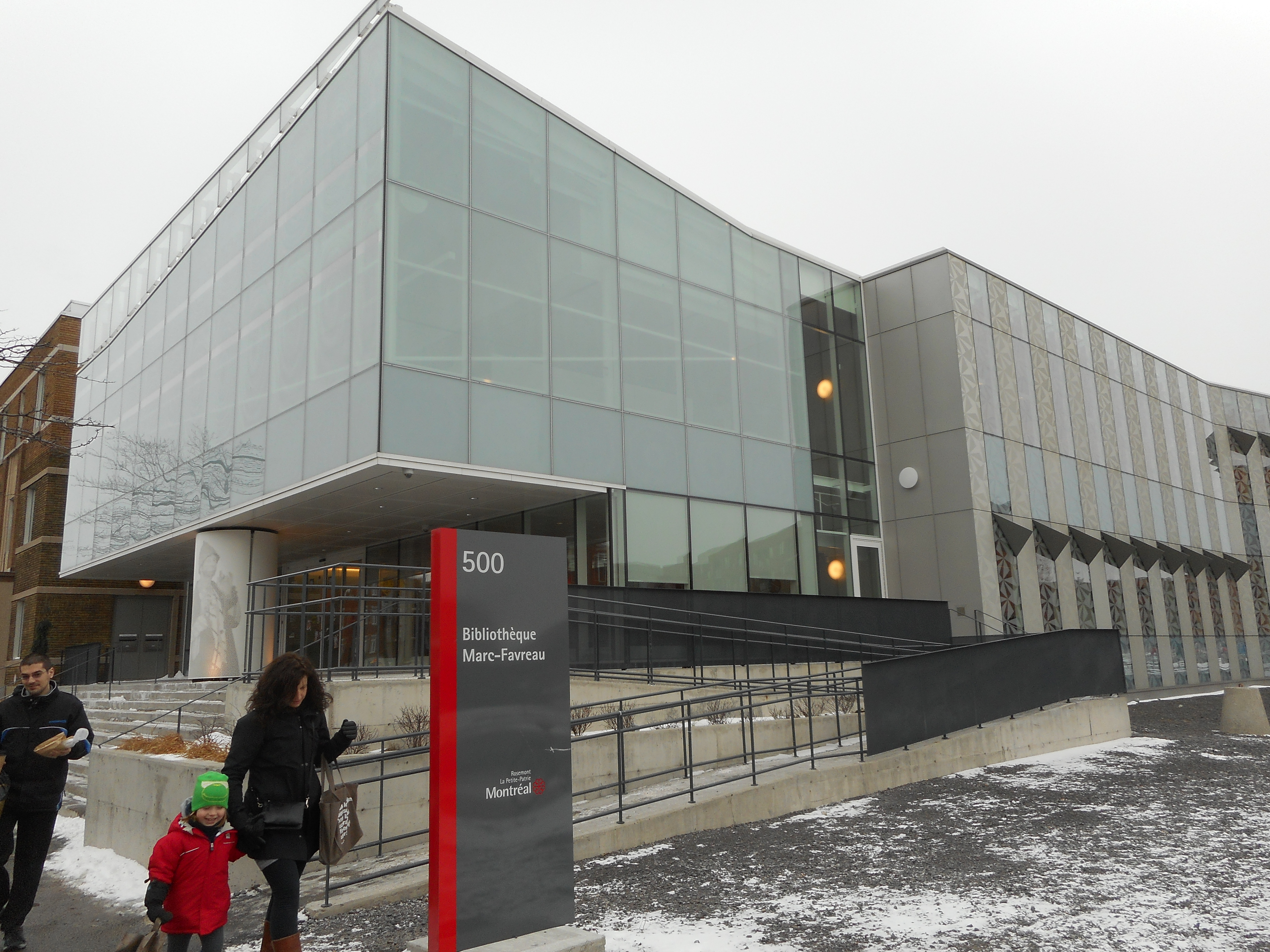
Bibliothèque Marc-Favreau
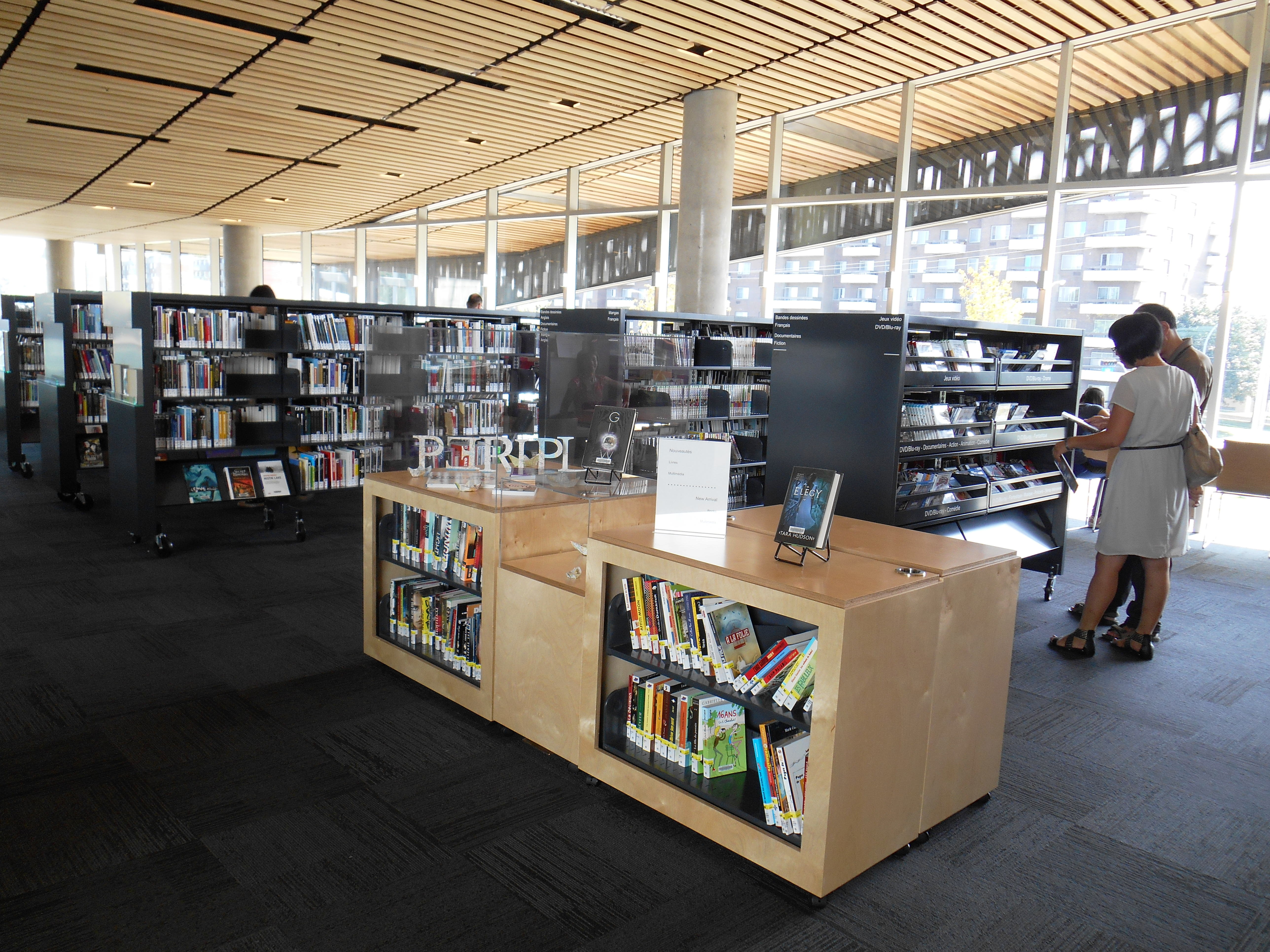
Bibliothèque du Boisé
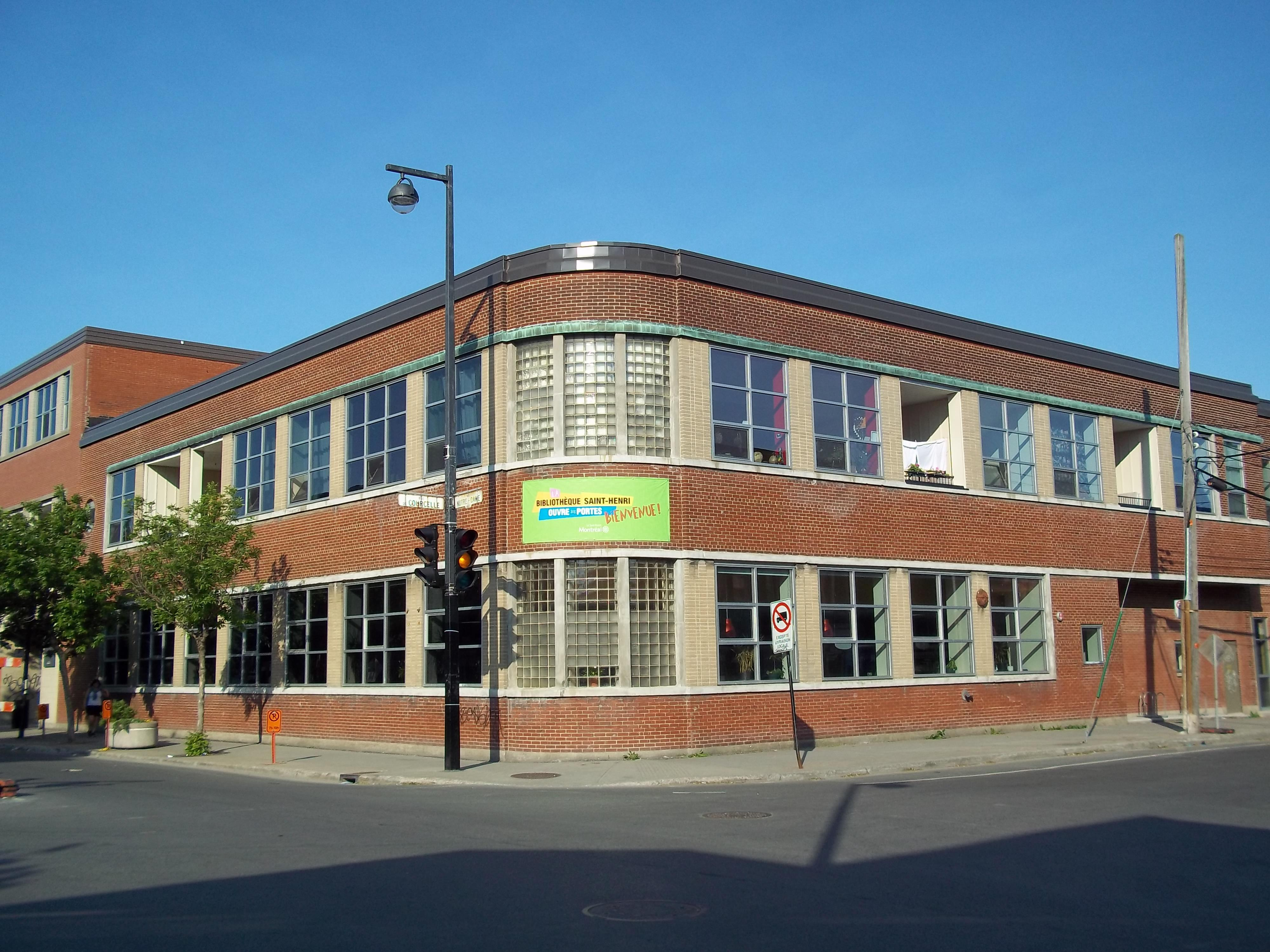
Bibliothèque Saint-Henri
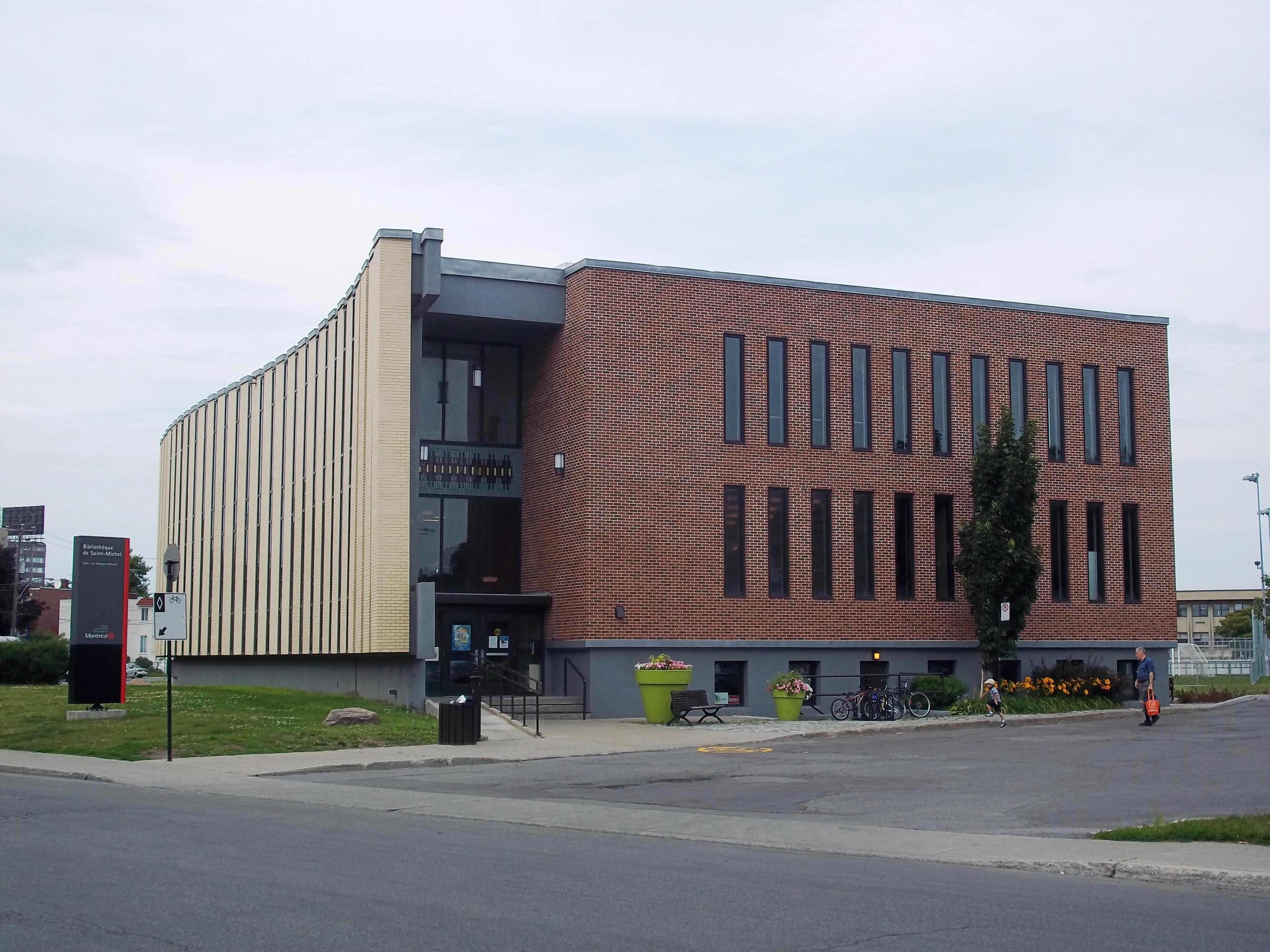
Bibliothèque Saint-Michel
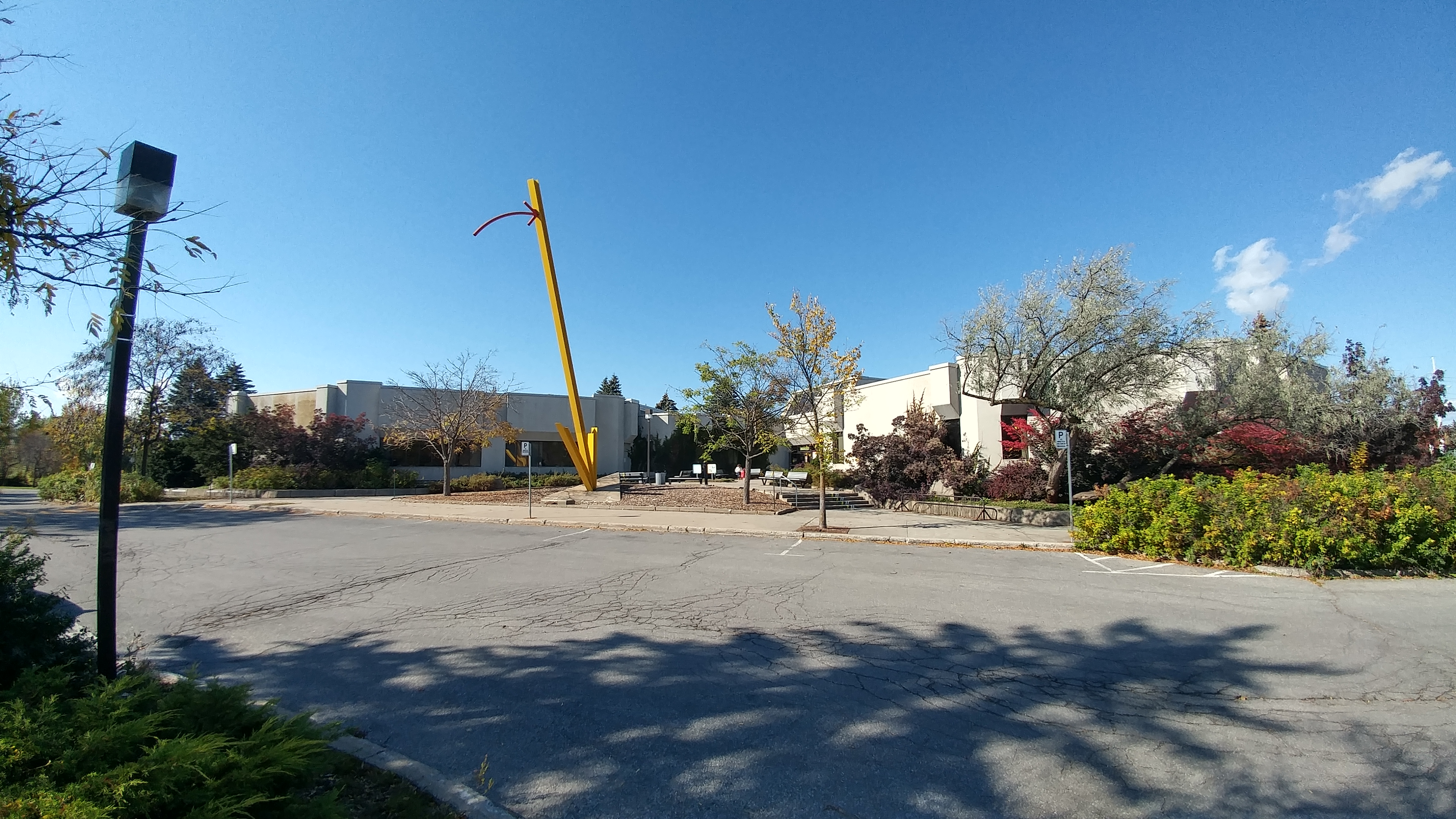
Bibliothèque L'Octogone